# اندرز دانایان به مزدیسنان
اندرز دانایان به مزدیسنان کتابی است از زمان ساسانیان دربارهٔ مرگ و ناپایداری جهان است. نویسه اندرز با سفارش به پاکیزگی در بامداد و پوشیدن جامهٔ پاک و بستن کستی (کمربند دینی) آغاز می‌گردد و سپس جستارهایی در نااستواری و بی‌ثباتی جهان مادی یا استومند و سرمایه و خواسته آن می‌آید و به دنبال آن بر وفاداری و پایندانی به عهد و پیمان و پرداختن به اندیشهٔ نیک و گفتار نیک و کردار نیک و پرهیز از اندیشهٔ بد و کردار بد سفارش شده‌است. بندهای ۱۳ تا ۱۶ نیز دربارهٔ نااستواری تن و گله از بازماندگانی است که پس از مرگ برای مرده خیرات (اشوداد) نمی‌کنند. بند ۱۷ تا ۲۰ پاره سروده ای است آهنگین و قافیه‌دار که آن نیز در ناپایداری کارهای گیتی است. این اندرزنامه که از گونه اندرزنامه‌های دینی است، به فارسی ترجمه شده‌ است. 